# 鄒越阶
鄒永钶(1880－1950)，字樾阶(后世又多误作越阶)，湖北公安县人。邹姓公安三大家人物。清光绪二十六年（1900年）恩科举人。宣统（1909 - 1911）年间为湖北省咨议局咨议员， 民国初年任公安县财委主任。晚年潜心诗文。以政治人物录入《湖北省志 人物（下）》。

## 文学作品
- 《游报慈寺》（清·邹樾阶), 该诗作于清光绪二十八年（1903 年）。[4]

巍峨古庙淤泥东， 光孝报慈汉敕中。 
慧日楼台观白虎， 碧波宫里映潜龙。

- 《积雨初晴登文昌阁望春》 （清·邹永钶）[5]

独登高阁俯重闉，四面玲珑四面春。
久雨天人成阘茸，乍晴花鸟亦精神。
湖光槛射琉璃样，山色窗含翠黛匀。
更倚危栏一搔首，城东城北画图新。

- 挽联: 挽孙中山（民国·邹樾阶）[6]

开三十载民治先河，论功不在禹下；
失四百兆民权保障，飞雪又见尧年。

- 挽联: 挽张海泉于1928年（民国·邹樾阶）[2]

乘长风破万里浪，方期少艾露头角；
感冒虐疾五日寒，可怜长吉呕心肝。

- 楹联：公安南平文庙 （南平镇）（民国·邹樾阶）

升夫子之堂，抱关击柝；
与胥吏为伍，握算持筹。

## 亲属
曾祖 邹崇汉
父亲 邹坤祜
弟邹永钿，其长子邹元伯在民国时期曾任公安县县长。
子 邹沅享 (字南仲）。